# Lette (Oelde)
Lette is een plaats in de Duitse gemeente Oelde, deelstaat Noordrijn-Westfalen, en telt 2256 inwoners.
In het dorp is een filiaal van het Miele-concern gevestigd, waar kachels en ovens voor consumentengebruik geproduceerd worden.
De naam van het dorp is van een Oudsaksisch woord voor afrastering afgeleid. Om deze reden vertoont het wapen van Lette ook een hek.
Belangrijkste bezienswaardigheid van Lette is de in de 13e eeuw in romaanse stijl gebouwde, rooms-katholieke, Sint-Vituskerk.

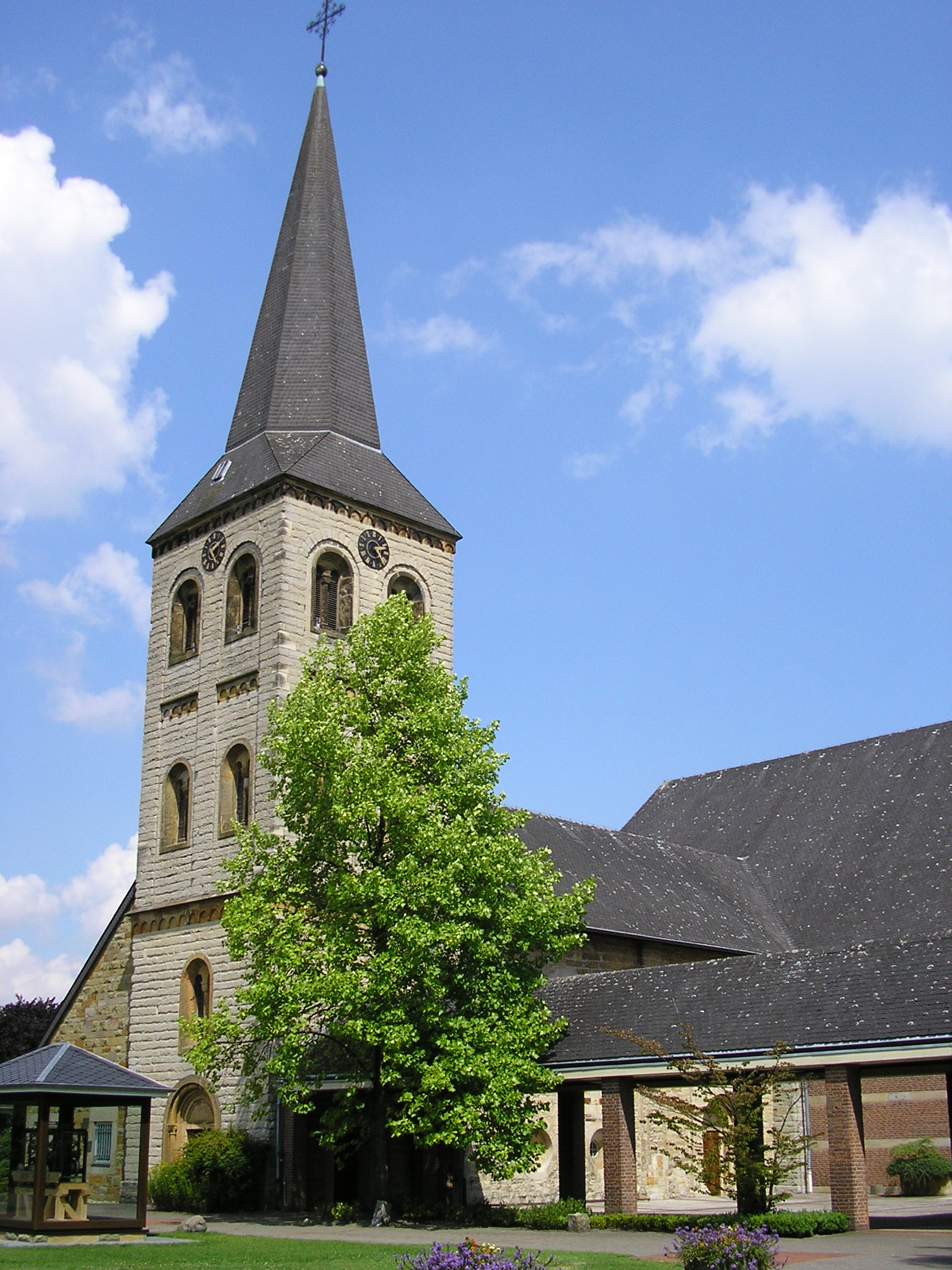
St. Vituskerk, Lette

Dit kerkgebouw werd in 1858 van een nieuwe toren voorzien, en in 1921 en 1971 ingrijpend verbouwd. In het interieur valt een altaarstuk op, dat gewijd is aan de Twaalf Apostelen.
In Lette heeft vanaf 1133 een dubbelklooster van de premonstratenzer orde gestaan, waar zowel monniken als nonnen verbleven. Mogelijk is, dat de Sint-Vituskerk enige tijd een stichtskerk van het uit deze abdij voortkomende vrouwensticht is geweest. In 1188 verhuisde het monnikenklooster naar Clarholz; er bleef toen een vrouwensticht over, dat in de 15e of 16e eeuw ten onder ging en waarvan verder niets, ook geen restant van de gebouwen, is overgebleven.
Lette is de geboorteplaats van Jodocus Donatus Hubertus Temme (* 22 oktober 1798; † 14 november 1881 in Zürich). Temme was jurist, meestal in overheidsdienst, schrijver en een liberaal politicus. In 1848 behoorde hij tot de gematigd linkse fractie in het Frankfurter Parlement, en daarna tot de factie Westendhall. Om zijn democratische politieke opvattingen kwam hij regelmatig in ernstige moeilijkheden. Hij was één der eerste Duitsers, die detectiveromans schreef.